# Matt Derbyshire
Pour les articles homonymes, voir Derbyshire (homonymie).
Matthew Anthony « Matt » Derbyshire est un footballeur anglais né le 14 avril 1986 à Blackburn évoluant au poste d'attaquant au Bradford City.

## Biographie
Le 10 août 2011, Derbyshire signe à Nottingham Forest pour une durée de trois ans. Début septembre, après une défaite face à Southampton, un journal national, The Sun, affirme que Derbyshire est à l'origine de propos peu amènes à l'égard des supporters des Reds qui auraient insulté l'entraîneur du club Steve McClaren, alors que les quolibets provenaient des supporters de Southampton. Derbyshire  dément vivement l'information sur le site Internet officiel du club en disant :  « Il est ridicule de la part d'un journaliste de suggérer que j'ai affronté nos supporters. Il est évident que ce sont les supporters de Southampton qui raillaient le coach. » Le 14 septembre 2012, il est prêté un mois en faveur d'Oldham Athletic AFC.
Le 30 mai 2014 il rejoint Rotherham United.
Le 17 juin 2016, il rejoint Omonia Nicosie.
Le 30 décembre 2022, il rejoint Bradford City.

## Bilan par saison
- 2004-jan.2009 :  Blackburn Rovers
  - 2004-2005 :  Plymouth Argyle (prêt)
  - 2005-2006 :  Wrexham AFC (prêt)
  - jan 2009-2009 :  Olympiakos [6] (prêt)
- 2009-2011 :  Olympiakos
  - 2010-2011 :  Birmingham City (prêt)
- 2011- :  Nottingham Forest
  - sep. 2012-oct. 2012 : Oldham Athletic AFC (prêt)

## Palmarès
Olympiakos
- Champion de Grèce en 2009.
- Vainqueur de la Coupe de Grèce en 2009.